# ATP de San Diego
O ATP de San Diego – ou San Diego Open, na última edição – foi um torneio de tênis profissional masculino, de nível ATP 250.
Realizado em San Diego, no estado da Califórnia, nos Estados Unidos, estreou em 2021 e durou duas edições. Teve licença de uma edição em 2022, que não foi renovada. Os jogos eram disputados em quadras duras durante o mês de setembro.

## Finais

### Simples
| Ano  | Campeão           | Vice-campeão   | Resultado |
| ---- | ----------------- | -------------- | --------- |
| 2022 | Brandon Nakashima | Marcos Giron   | 6–4, 6–4  |
| 2021 | Casper Ruud       | Cameron Norrie | 6–0, 6–2  |

### Duplas
| Ano  | Campeões                          | Vice-campeões             | Resultado         |
| ---- | --------------------------------- | ------------------------- | ----------------- |
| 2022 | Nathaniel Lammons Jackson Withrow | Jason Kubler Luke Saville | 7–65, 6–2         |
| 2021 | Joe Salisbury Neal Skupski        | John Peers Filip Polášek  | 7–62, 3–6, [10–5] |